# Brachythecium woronowii
Brachythecium woronowii är en bladmossart som beskrevs av Thériot 1918. Brachythecium woronowii ingår i släktet gräsmossor, och familjen Brachytheciaceae. Inga underarter finns listade i Catalogue of Life.